# Algemeene Landsdrukkerij

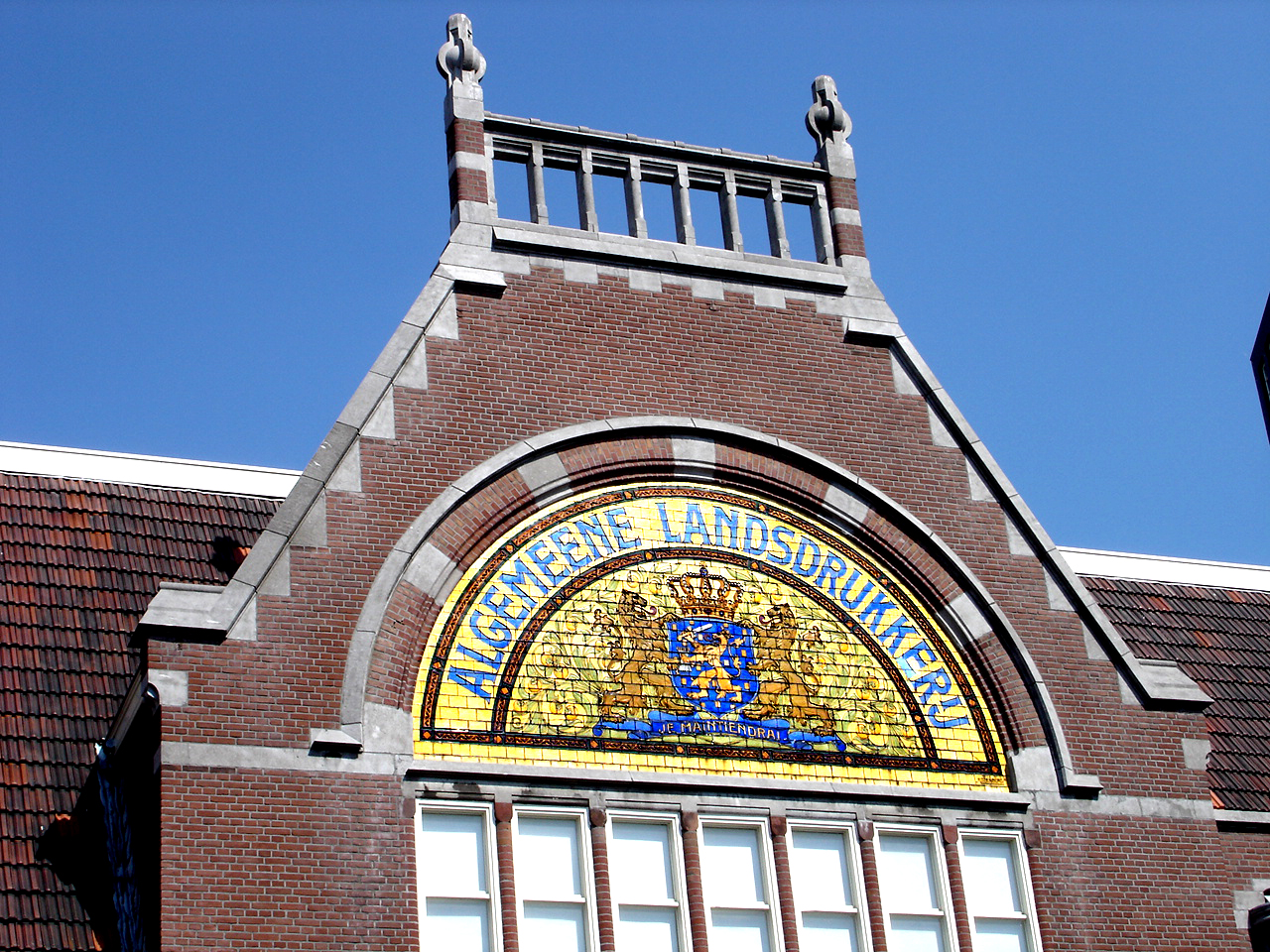
Algemeene Landsdrukkerij

De Algemeene Landsdrukkerij was vanaf 1814 de drukkerij en uitgeverij van de Nederlandse overheid gevestigd aan de Fluwelen Burgwal 8 in Den Haag. In 1988 werd de staatsdrukkerij en -uitgeverij verzelfstandigd en omgevormd tot Sdu.

## Voorgeschiedenis
Voordat de overheid een eigen landsdrukkerij had, waren er meerdere landsdrukkers met een eigen bedrijf. De beroemdste was Aelbrecht Hendricksz van Leuningen, die in Delft woonde en in 1582 landsdrukker werd. Toen de overheid in 1591 naar Den Haag verhuisde, verhuisde het gezin van Aelbrecht van Leuningen mee. Hij verzorgde het drukwerk voor de overheid, opende een boekhandel aan de zuidkant van de Groenmarkt, bekleedde allerlei bestuursfuncties en was zelfs burgemeester van Den Haag. 
Zijn dochter Machteld Aelbrechtsdr van Leuningen (ong. 1580-1662) trouwde met Hillebrant van Wouw, wiens vader ook burgemeester van Den Haag was. Vier jaar later volgde Hillenbrant zijn schoonvader op. Na Hillebrants overlijden in 1622 werd Machteld de volgende landsdrukker. Behalve het verzorgen van de staatsuitgaven en het verkopen van boeken in de winkel, begon ze ook pennen, inkt en ander schrijfgerei zoals papier en vloeipapier te verkopen, ook aan het Hof van Holland en de Staten Generaal. 

In 1631 bracht zij de eerste editie uit van 'Inleydinge tot de Hollantsche rechtsgeleertheit' van Hugo de Groot, en in 1637 verwierf zij octrooi voor de Statenbijbel. Tijdens de Bataafse Republiek had het Vertegenwoordigend Lichaam contact met de Landsdrukkerij van het gewest Holland. De particuliere drukkerij van de weduwe Scheltus werkte voor de Staten Generaal en de Eerste en Tweede Nationale Vergadering. Op 8 maart 1799 kreeg de Landsdrukkerij van Holland de naam Nationale Drukkerij.

## Geschiedenis

Luchtfoto van de drukkerij

De Algemeene Landsdrukkerij werd op 20 januari 1814 bij Souverein Besluit nr 44 opgericht. De verantwoordelijkheid lang bij het Ministerie van Binnenlandse Zaken. De naam staat nog op de gevel aan de Fluwelen Burgwal, boven het rijkswapen van Nederland.
In 1839 kreeg het gebouw er een stuk onbebouwde grond bij, waar voorheen nummer 18 was. Dat huis was op 27 mei 1782 voor de Verenigde Staten gekocht door John Adams, die er eerst zelf enkele jaren woonde. Het gebouw was in 1829 eigendom geworden van het rijk en werd later afgebroken. De drukkerij werd daarna uitgebreid. Aan de straat kwam een directeurswoning, die later weer werd afgebroken om in 1910 plaats te maken voor een nieuw gebouw.
In 1905 werd bij een reorganisatie van de Algemeene Landsdrukkerij de letterhoogte aangepast tot 63 Didot-punt (0,932 inch = 23,70 mm). Dit om te voorkomen dat Lansdrukkrij-zetsel elders zou worden gebruikt.

### Oorlogsjaren
In december 1940 begon de Landsdrukkerij met het drukken van enkele miljoenen persoonsbewijzen (PB), zoals die ontworpen waren door de Nederlander Jacob Lentz. Iedereen van veertien jaar of ouder moest een persoonsbewijs bij zich hebben. Op zaterdag 29 april 1944 pleegden verzetsstrijders een gewapende overval op de Landsdrukkerij in Den Haag. Er werden vellen met in totaal 10.000 persoonsbewijzen meegenomen, hetgeen veel levens heeft gered.

### Sluiting
In 1984 werden de archieven overgebracht naar het Nationaal Archief. In 1988 werd de Staatsdrukkerij en Uitgeverij verzelfstandigd tot de vennootschap Sdu.

## Taken
De voornaamste taken van een staatsdrukker waren:
- Drukken van de Staatscourant en andere uitgaven
- Drukken van posters
- Archief

De Landsdrukkerij had een Commissie van Toezicht. Van 1913-1947 was Kornelis ter Laan hiervan de voorzitter.

## Uitgaven
Onder meer:
- Luchtbescherming: Aanwijzingen ten behoeve van de zelfbescherming, door de Rijksinspecteur voor de bescherming van de bevolking tegen luchtaanvallen, 1940[3]
- Boekenlijst van Geheime Boeken, uitgegeven door de Landmacht v.a. 1914[4]
- De Militaire Willemsorde 1815-1940, door G.C.E. Köffler, 1940